# Strachujov
Strachujov település Csehországban, a Žďár nad Sázavou-i járásban. Strachujov Velké Janovice, Unčín, Věcov, Dalečín és Jimramov településekkel határos. Lakosainak száma 125 fő (2024. január 1.).

## Népesség
A település lakosságának változását az alábbi diagram mutatja:
| Lakosok száma | 241  | 271  | 238  | 167  | 145  | 141  | 139  | 134  | 122  | 125  |
|               | 1869 | 1900 | 1921 | 1961 | 1980 | 2011 | 2016 | 2019 | 2021 | 2024 |